# Mas de los Mudos
El Mas de los Mudos (también conocido popularmente como La Masadica), es una aldea del municipio de Castielfabib, en la comarca del Rincón de Ademuz, en la provincia de Valencia (Comunidad Valenciana, España).
Situado al sudeste del término municipal de Castielfabib, en el límite con los términos de Torrebaja y Ademuz, entre la aldea de Torrealta (Torrebaja) y el núcleo de Torrebaja. El Mas de los Mudos es la aldea más pequeña de las que componen Castielfabib, está situada sobre la vega del Turia.

## Historia
El lugar del Mas de los Mudos no lo menciona Madoz en su célebre Diccionario (1847), aunque sí aparece en el Nomenclátor de 1860 con 6 casas habitadas. El estancamiento poblacional del lugar resulta evidente, pues el censo de 1910 recoge la existencia de 32 habitantes y a mediados del mismo siglo (1950), el censo refiere la existencia de 31 habitantes. Desde entonces la disminución de vecinos ha sido continuada hasta el punto de que en 2011 solo censaban en el lugar 6 vecinos.
En su pequeño caserío pueden verse grandes gaviones de reciente construcción en los taludes occidentales, que protegen de las avenidas del barranco que atraviesa el lugar, así como algunas singulares muestras de arquitectura tradicional (vernácular).

## Galería de imágenes

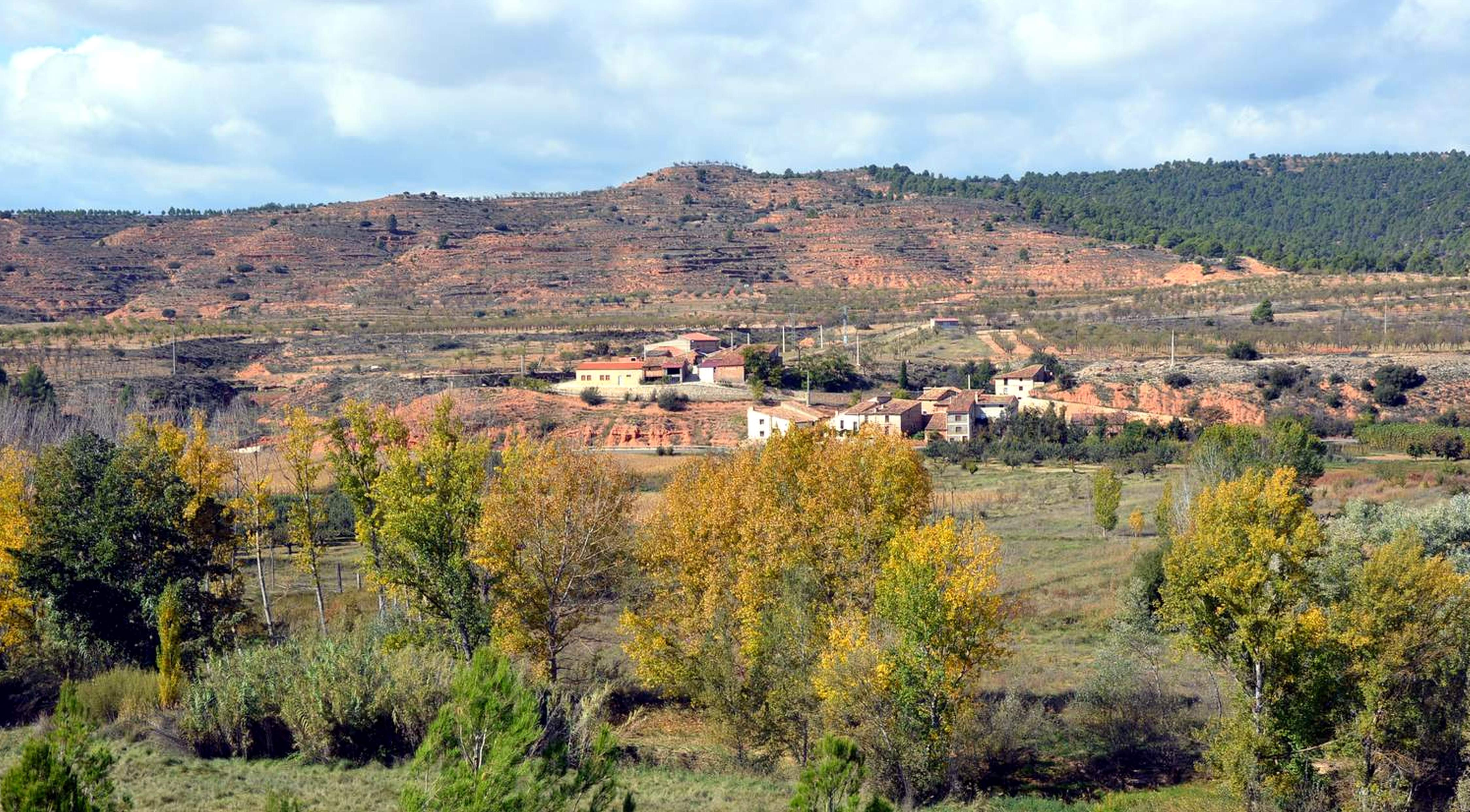
Mas de los Mudos (Castielfabib), vista general.
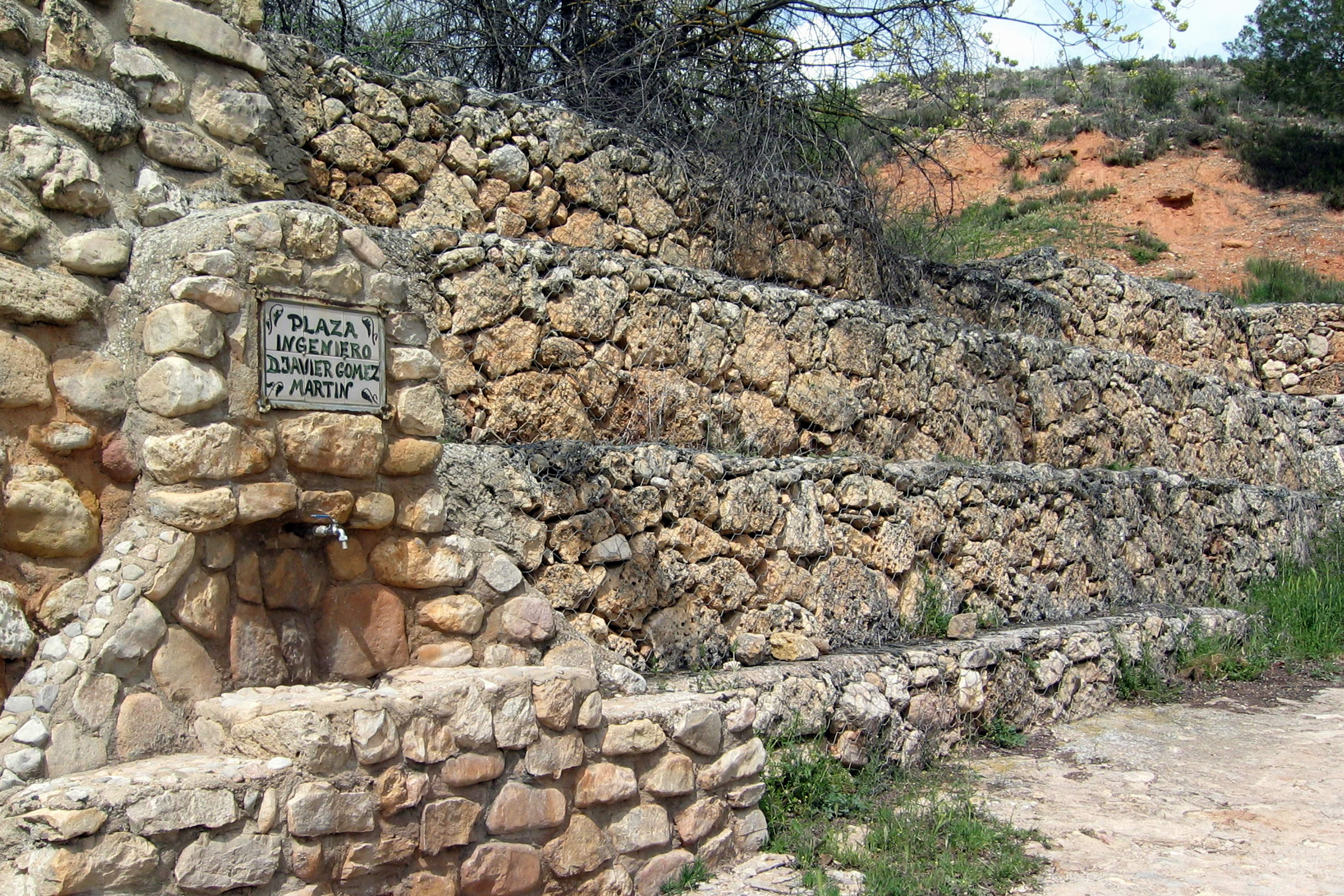
Mas de los Mudos (Castielfabib).
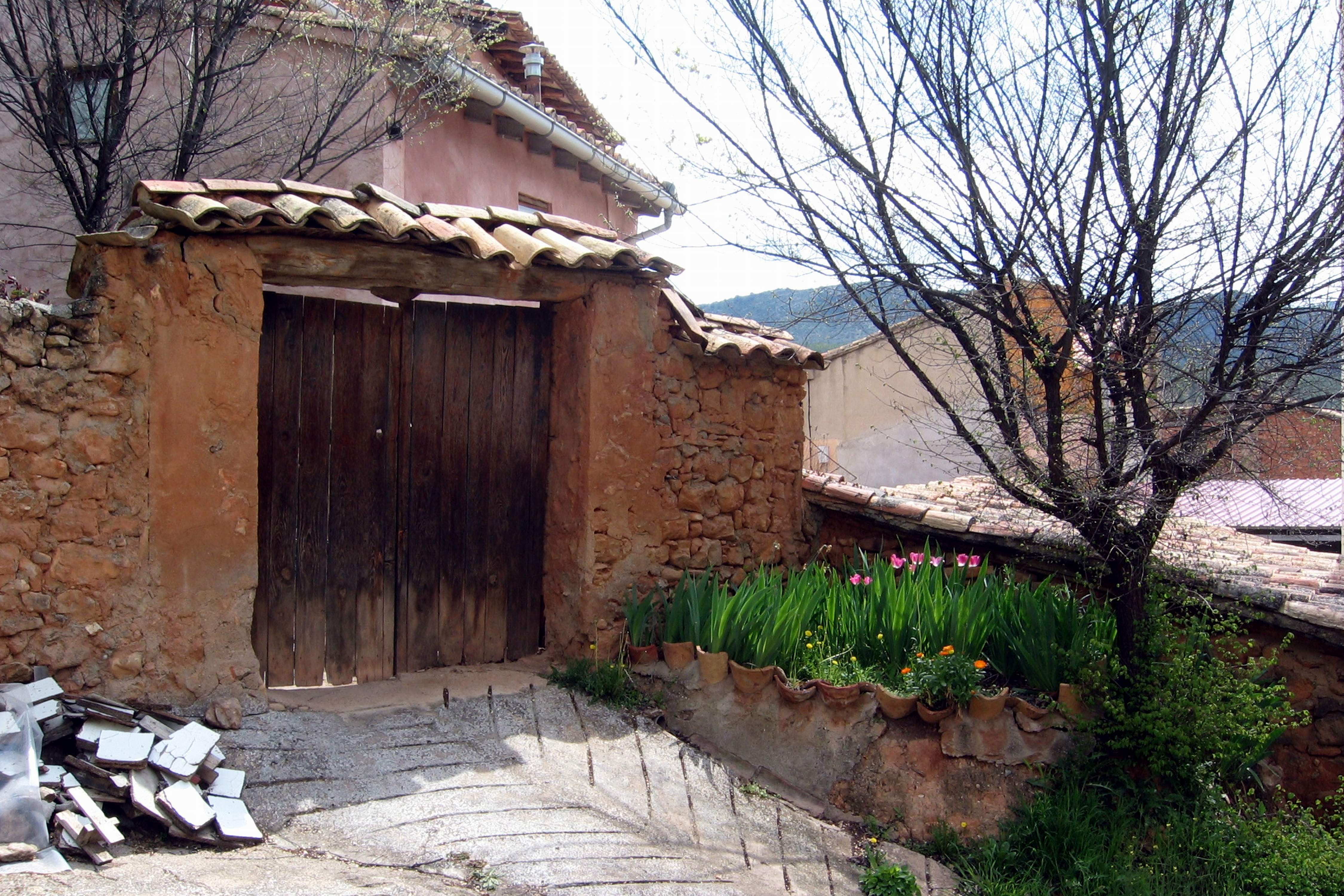
Mas de los Mudos (Castielfabib).
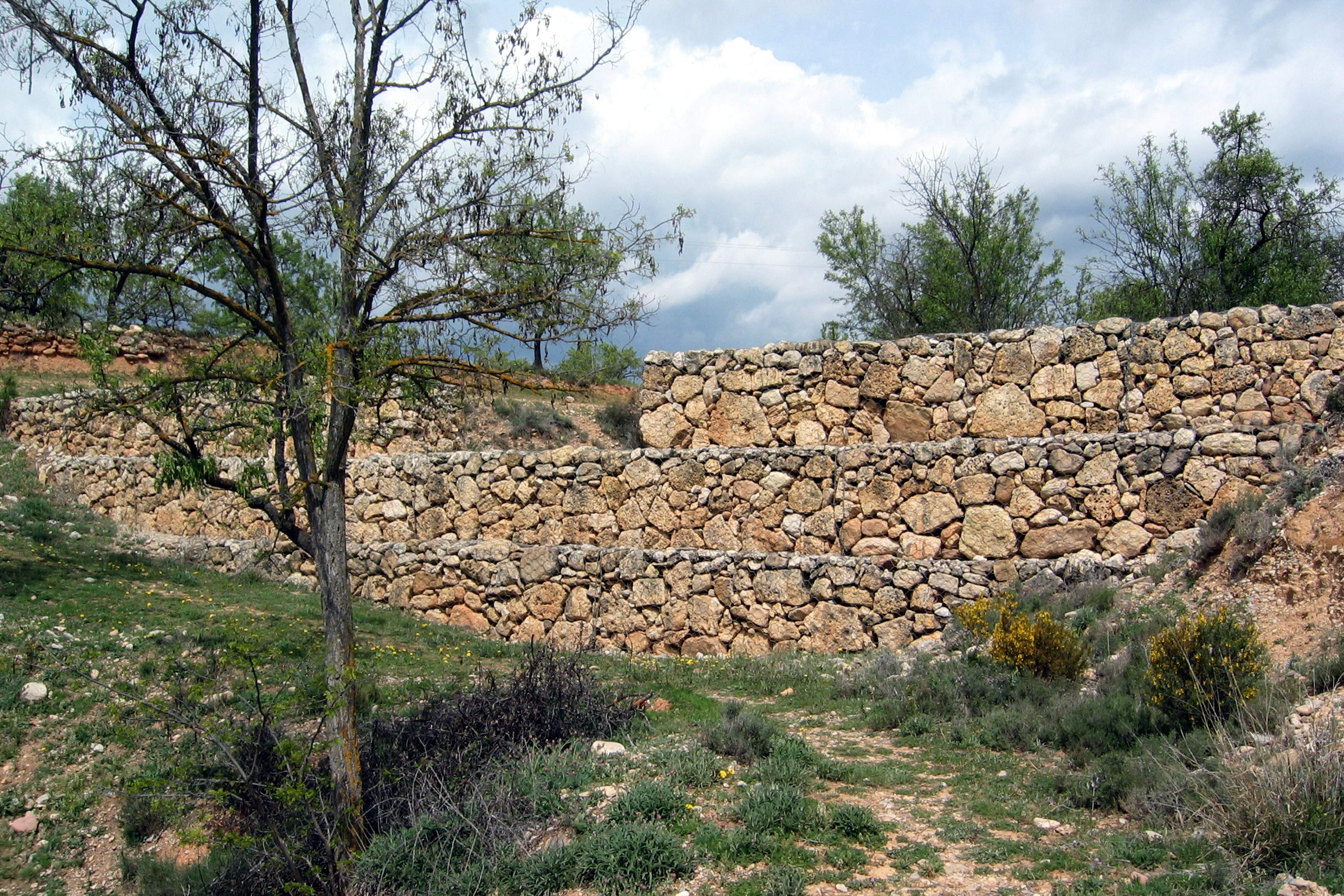
Mas de los Mudos (Castielfabib).
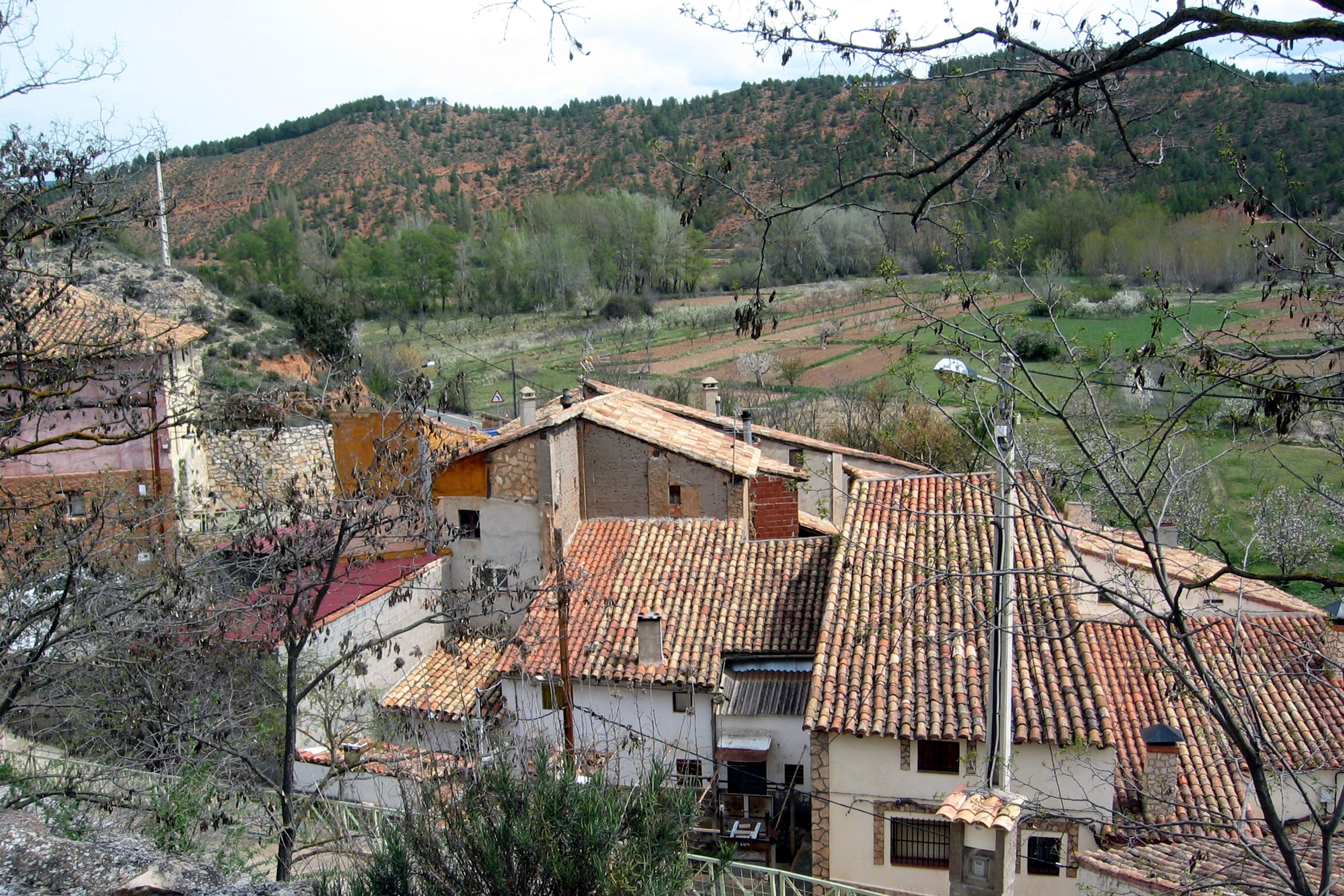
Mas de los Mudos (Castielfabib).
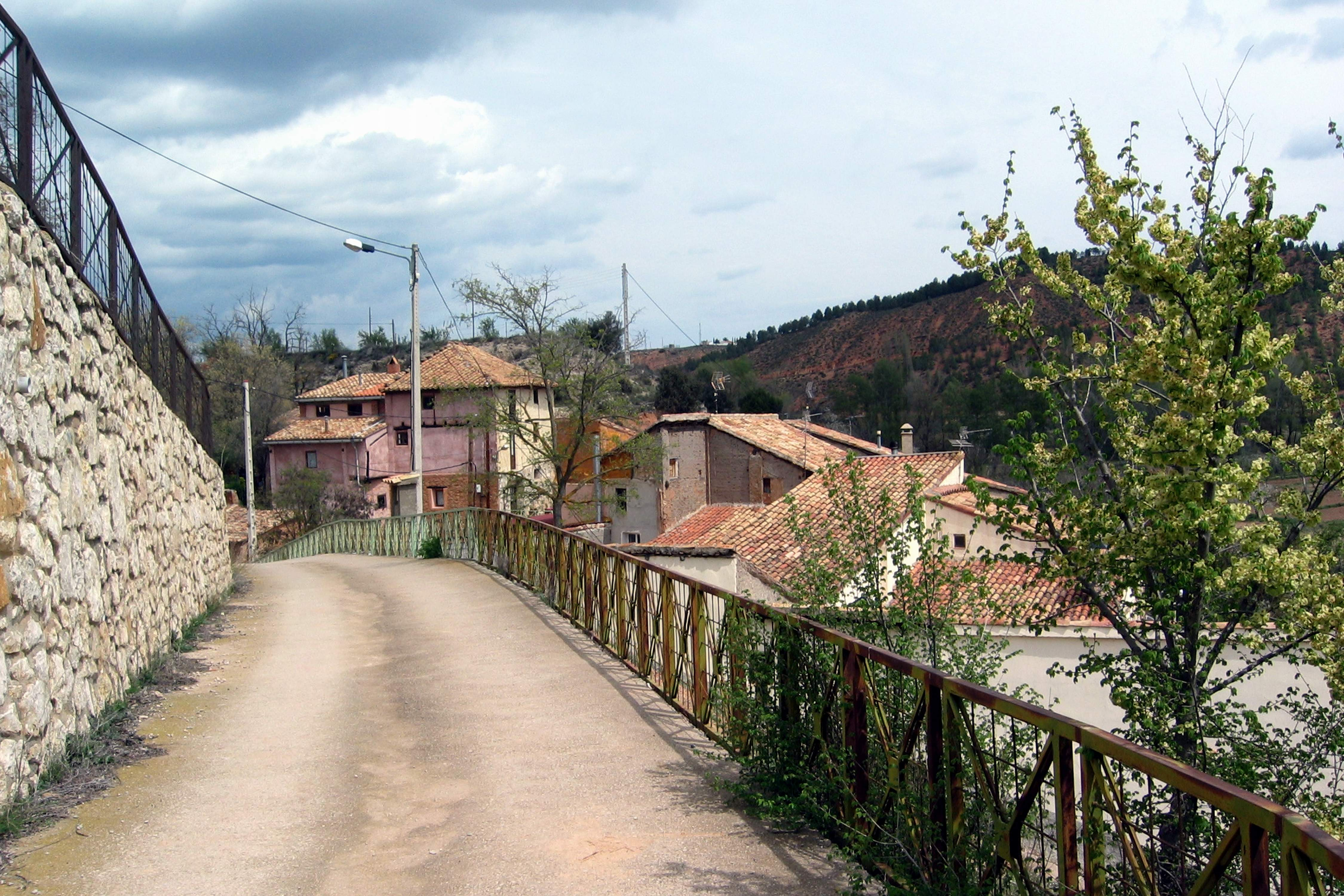
Mas de los Mudos (Castielfabib).
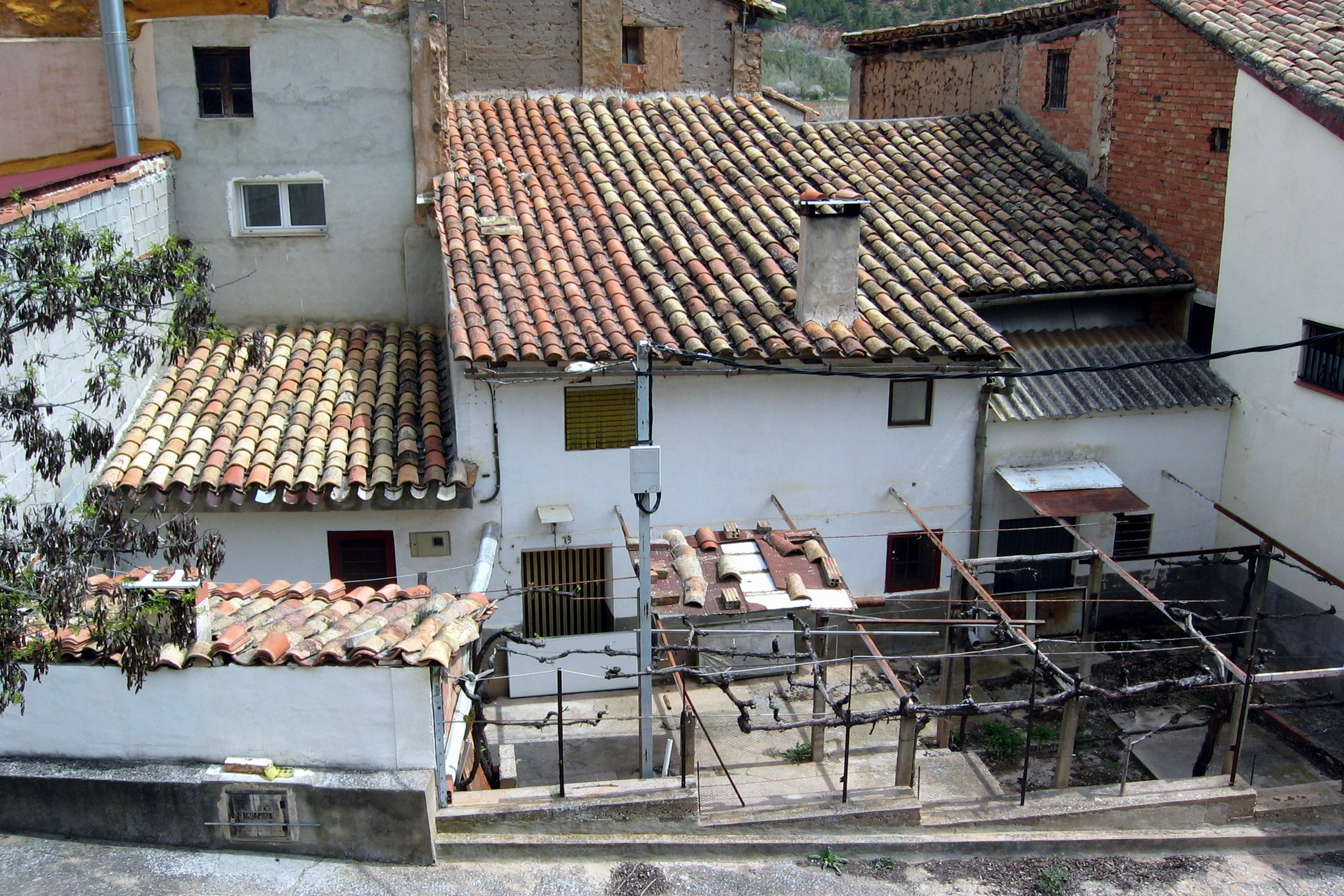
Mas de los Mudos (Castielfabib).
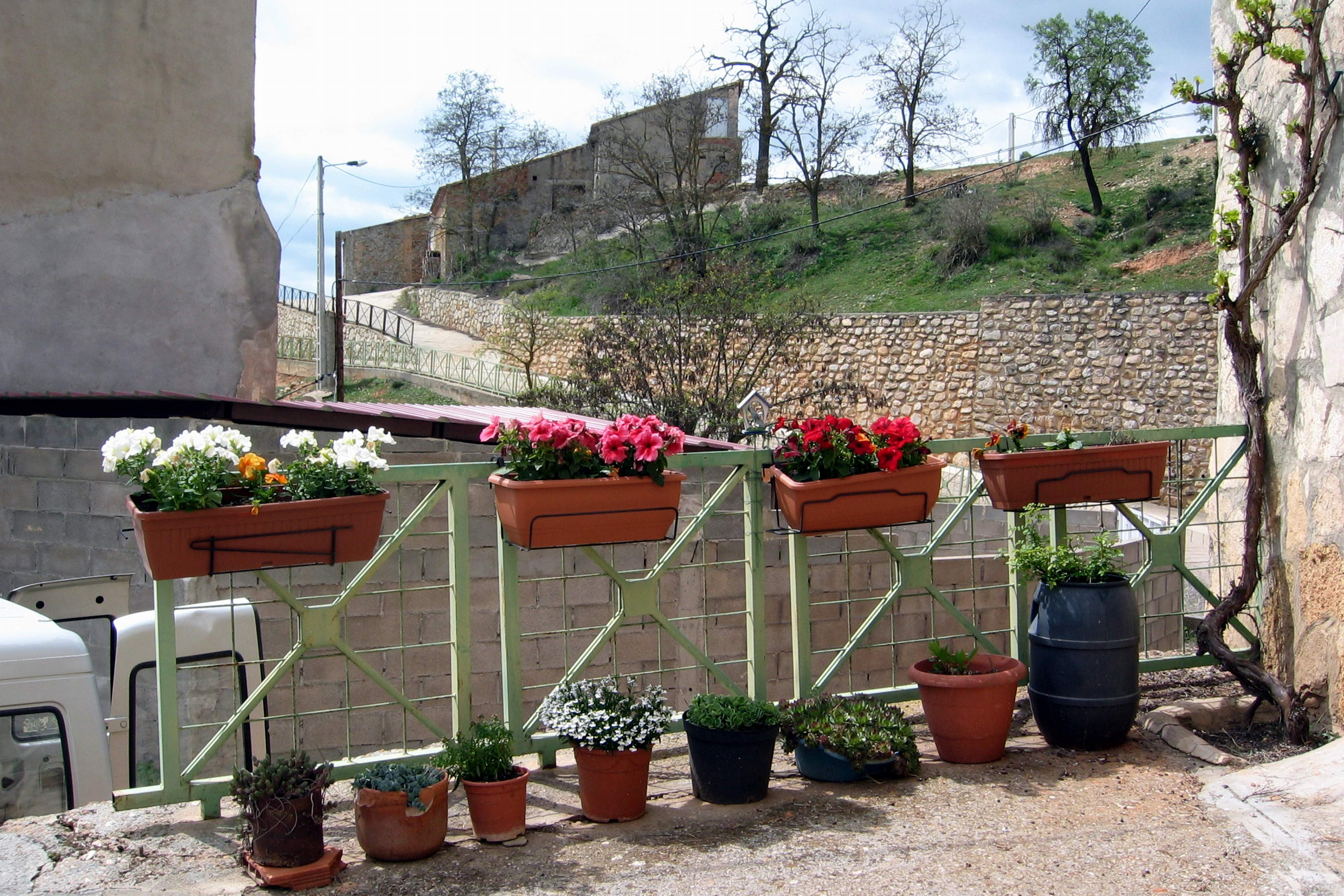
Mas de los Mudos (Castielfabib).